# The Life of a Showgirl
《The Life of a Showgirl》은 미국의 싱어송라이터 테일러 스위프트의 열두 번째 정규 앨범으로, 리퍼블릭 레코드를 통해 발매될 예정이다. 스위프트는 이 앨범을 맥스 마틴, 쉘백과 함께 프로듀싱했다. 이 앨범은 캔자스시티 치프스 선수 트래비스 켈시와 그의 형제 제이슨이 진행하는 《뉴 하이츠》 팟캐스트에서 발표되었다. 총 12곡이 수록되었으며, 사브리나 카펜터가 타이틀곡에 피처링으로 참여했다.

## 배경
스위프트는 2024년 4월 19일에 정규 11집 《The Tortured Poets Department》를 발매했으며, 이 앨범은 해당 연도 전 세계에서 가장 많이 팔린 앨범이 되었다. 그녀는 2024년 5월부터 12월까지 진행된 여섯 번째 콘서트 투어 The Eras Tour (2023–2024)에서 이 앨범의 곡들을 새롭게 구성한 세트리스트에 포함시켰다. 이 투어는 큰 문화적·사회경제적 영향을 미쳤으며, 역대 최고 수익을 기록한 투어가 되었다.
2021년부터 2023년까지 스위프트는 자신의 마스터 소유권 분쟁으로 인해 네 장의 재녹음 앨범을 발매한 후, 2025년 5월 30일 웹사이트에 게시한 편지에서 첫 여섯 장의 정규 앨범에 대한 완전한 소유권을 확보했음을 발표했다. 2025년 4월, 유니버설 뮤직 스웨덴은 삭제된 게시물에서 바이올리니스트 에릭 아르빈더가 앨범 제작에 참여했다고 보도했다. 7월 15일, 《히츠》 매거진은 “새로운 테일러 [스위프트의 앨범]에 대한 지각 변동”이라고 보도했으나, 몇 시간 만에 해당 내용을 삭제했다.

## 홍보
2025년 8월 11일, 스위프트의 남자친구이자 캔자스시티 치프스 선수인 트래비스 켈시와 그의 형제 제이슨이 진행하는 주간 스포츠 팟캐스트 《뉴 하이츠》는, 스위프트의 실루엣이 담긴 다음 화 홍보 썸네일을 게시했다. 같은 날 스위프트의 마케팅 팀인 테일러 네이션은 에라스 투어에서 오렌지색 의상을 입은 스위프트의 사진 12장을 공유하며 자막에 그녀의 “다음 시대(next era)”를 암시했다. 이후 스위프트의 공식 웹사이트에는 오렌지색 배경의 카운트다운이 등장했으며, 이는 동부 표준시 기준 오전 12시 12분에 종료되었다. 곧이어 《뉴 하이츠》는 스위프트가 특별 게스트로 등장하는 짧은 클립을 공개했다. 카운트다운이 끝나자 스위프트의 웹사이트는 잠시 마비되었고, 이후 그녀의 열두 번째 정규 앨범 제목이 《The Life of a Showgirl》임이 밝혀졌다. 동시에 바이닐, 카세트, 포스터가 포함된 CD의 예약 판매가 시작되었다. 《뉴 하이츠》의 두 번째 티저에서는 스위프트가 앨범 제목을 직접 확인하는 모습과 함께 흐릿하게 처리된 커버 아트워크가 공개되었다. 8월 13일, 스위프트는 앨범의 커버 아트워크와 수록곡 목록, 그리고 발매일이 10월 3일임을 공개했다. 이와 함께 추가로 네 가지 CD 버전이 예약 판매로 제공되었다.
발표 당일 밤, 엠파이어 스테이트 빌딩은 오렌지색 조명으로 밝혀졌으며, 건물의 인스타그램 페이지는 “Onto [sic] the next era”라는 글과 함께 해당 조명 사진을 게시했다. 또한 스위프트가 직접 큐레이션한 《And, baby, that's show business for you》라는 제목의 스포티파이 재생목록이 뉴욕과 내슈빌의 광고판을 통해 홍보되었다. 이 재생목록에는 맥스 마틴과 쉘백이 프로듀싱한 그녀의 노래 22곡이 수록되었다. 구글에서 “Taylor Swift”를 검색하면 오렌지색 콘페티, 불타는 하트 이모지, 앞서 공개된 스포티파이 재생목록 제목이 화면에 나타나도록 설정되었다.

## 제작
스위프트는 앨범을 《Red》(2012), 《1989》(2014), 《Reputation》(2017)에서 함께 작업한 맥스 마틴, 쉘백과 공동 제작했다. 스위프트는 이 협업이 2024년 5월 스톡홀름에서 열린 The Eras Tour 공연 중 마틴과 이야기를 나눈 후 시작되었다고 밝혔으며, 이후 유럽 투어 일정 사이사이에 스웨덴으로 이동하여 앨범 녹음을 진행했다. 스위프트는 이 앨범이 투어 중 무대 뒤에서 겪고 느낀 일들을 담고 있다고 설명했다. 또한 그녀는 12번째 앨범에는 오직 12곡만 담고자 했으며, 보너스나 서프라이즈 곡은 없다고 밝히며, “양보다 질에 집중하고 싶었다”고 덧붙였다.

## 커버 아트
머트와 마커스는 이전에 《Reputation》 커버 촬영을 맡았으며, 이번 《The Life of a Showgirl》의 커버 아트도 촬영했다. 커버에는 조지프 캐셀이 스타일링한 스위프트가 37캐럿 다이아몬드로 장식된 실버 브라톱, 18k 화이트 골드 팔찌, 이중 티어 귀걸이를 착용하고 물에 잠겨 있는 모습이 담겨 있다. 얼굴과 손목만 수면 위로 드러난 상태다. 스위프트는 이 이미지가 투어의 무대 밖 순간을 표현한 것이며, 각 공연일이 "욕조 속에서 끝난다"는 자신의 루틴에서 착안했다고 설명했다. 《마리 클레르》는 이 커버 아트를 영국 화가 존 에버렛 밀레이의 회화 《오필리아》에 비유했으며, 이는 오프닝 트랙 〈The Fate of Ophelia〉의 제목에도 반영돼 있다고 분석했다. 《하퍼스 바자》는 이를 스위프트의 2017년 뮤직비디오 〈Look What You Made Me Do〉 속 보석이 가득한 욕조 장면과 비교했다. 《디 에이지》는 이 커버를 소피아 코폴라 감독의 2006년 영화 《마리 앙투아네트》의 극장판 포스터와 닮았다고 평했다.

## 곡 목록
곡 목록은 공식 스토어에서 가져왔다. 모든 트랙은 스위프트,
마틴, 쉘백에 의해 프로듀싱 되었다.
| #   | 제목                                                | 재생 시간 |
| --- | --------------------------------------------------- | --------- |
| 1.  | 〈The Fate of Ophelia〉                             |           |
| 2.  | 〈Elizabeth Taylor〉                                |           |
| 3.  | 〈Opalite〉                                         |           |
| 4.  | 〈Father Figure〉                                   |           |
| 5.  | 〈Eldest Daughter〉                                 |           |
| 6.  | 〈Ruin the Friendship〉                             |           |
| 7.  | 〈Actually Romantic〉                               |           |
| 8.  | 〈Wish List〉                                       |           |
| 9.  | 〈Wood〉                                            |           |
| 10. | 〈Cancelled!〉                                      |           |
| 11. | 〈Honey〉                                           |           |
| 12. | 〈The Life of a Showgirl〉 (피처링 사브리나 카펜터) |           |

### 참조
- 〈Wish List〉는 〈Wi$h Li$t〉로 표기된다.
- 〈Cancelled!〉는 모두 대문자로 표기된다.

## 참여 인원
- 테일러 스위프트 – 보컬, 프로듀서
- 맥스 마틴 – 프로듀서
- 쉘백 – 프로듀서
- 사브리나 카펜터 – 피처링 아티스트 (12)
- 머트와 마커스 – 사진[36]
- 조지프 캐셀 – 의상 스타일리스트[30]

## 발매 역사
| 날짜            | 포맷                | 레이블   | 각주   |
| --------------- | ------------------- | -------- | ------ |
| 2025년 10월 3일 | CD 카세트 바이닐 LP | 리퍼블릭 | [ 37 ] |